# Julio Preciado
Julio César Preciado Quevedo (Mazatlán, Sinaloa, México, 1 de diciembre de 1966) es un cantautor mexicano de banda sinaloense

## Biografía
Julio César Preciado nació el 1 de diciembre de 1966 en Mazatlán, Sinaloa. Estudio comunicaciones, carrera que abandonó para seguir el camino de la música.
Julio admite que siendo un joven soñaba con ser baladista, muy al estilo de José José. Empezó a cantar con la banda en la discoteca en donde trabajaba; de ahí formó parte de un grupo local y gustó tanto su voz y estilo que pronto formó parte de la Banda Tiburón.
Su deseo de superación hizo que pronto se convirtiera en vocalista de la Banda Limón y en 1992 ingresó a la Banda El Recodo. En la agrupación de Don Cruz Lizárraga estuvo alrededor de seis años y medio, siendo el vocalista principal y dándole con su voz, el sello característico a esta banda, con la que participó en ocho producciones discográficas.
En 1998, Julio decidió trabajar en solista para formar su propia banda llamada Banda Perla del Pacífico y así renovar y enriquecer con nuevas ideas a este género musical, agregando instrumentos como el acordeón, mismo que le ha dado un nuevo aire a la banda que inició en 1998.
El cantante reconoce que haber pertenecido a bandas como El Limón o El Recodo le han dejado la experiencia de crecer como persona pero también, el darse cuenta de que el público es lo más importante pues a final de cuentas son los que deciden lo que les gusta o no.
Julio Preciado y su Banda Perla del Pacífico definen su estilo musical básicamente como el de todas, interpretando baladas, rancheras, boleros, cumbias, y hasta salsa, ya que con la dotación de metales con que se cuenta se puede tocar cualquier ritmo, sin perder la esencia de la banda. En 1998 Julio inició un nuevo ciclo en su carrera al lanzarse como solista y a escasos siete meses del lanzamiento de su primera producción discográfica "Tú ya lo conoces", producida por Marcos Abdala y grabada en Los Mochis, Sinaloa. 
En 1999 lanza su segundo disco Qué puedo hacer por ti, material con temas de diversos géneros musicales que van desde la tradicional banda hasta el corrido, pasando por la balada, el merengue, la cumbia, la salsa y el norteño. En este álbum, Julio es el productor junto con Marcos Abdala, además de las canciones de su autoría Me vuelvo loco y Qué puedo hacer por ti, también contiene letras de Camilo Sesto, Luis Ángel, Cornelio Reyna y Juan Gabriel, cantautor de Ciudad Juárez de quien fueron incluidas las obras inéditas Brindo esta copa y Oh Carolina, interpretada a dueto por estos dos compositores.
Su tercera producción discográfica es un homenaje a Ramón Ayala, integrante junto con Cornelio Reyna de los Relámpagos del Norte, agrupación que con su música marcó la infancia y adolescencia de Julio, ya que su madre escuchaba repetidamente sus canciones. Este material incluye letras de Cornelio Reyna, Leo Dan, Margarito Salazar y Jesús Armenta, entre otros, y fue dirigido por Mario Alberto Sánchez, realizado por Marcos Abdala y con arreglos musicales de Omar Pony Loredo.
El siguiente material de Julio Preciado y su Banda Perla del Pacífico fue Como este loco, el cuarto en tan sólo dos años de carrera como solista y en el que invirtieron más de 300 horas en estudios de grabación. Estuvo nuevamente a cargo de Marcos Abdala y el mismo Julio, mientras que la dirección musical y la mayoría de los arreglos fueron también de Omar Pony Loredo, a excepción de tres temas realizados por el cantante mazatleco.
Después llegaron las producciones Entre amigos, Arriba mi Sinaloa, Que me siga la tambora, Cadetazos, Quisiera tener alas, Mi tributo a Juan Gabriel (con arreglos de Himar Loredo), Llévame contigo y No quiere perderte (título también del primer sencillo de este material, autoría del compositor Raúl Enrique de la Mora).
Julio ha recorrido los principales escenarios de la República Mexicana, actuando en lugares como el Río Nilo de Guadalajara, Jalisco, y los rodeos Americano y Santa Fe en la Ciudad de México, con llenos totales. En el extranjero realizó una gira por varias ciudades de Estados Unidos como San Diego, Atlanta y California.
En el 2010 Julio Preciado lanza junto la disquera LatinPower su décimo cuarto álbum discográfico titulado No Quiere Perderte que a su vez fue el sencillo lanzado como primer sencillo haciendo mancuerna con su compositor favorito el Sr. Raúl Enrique de la Mora de quien ha colocado varios éxitos de su autoría.
En 2011 Julio y su Banda Perla del Pacífico festejaron su 25 aniversario de trayectoria en el Auditorio Nacional de la Ciudad de México con un concierto en el que los acompañó el Ballet Folclórico de Sinaloa e invitados especiales. Un año después, en 2012, sacan a la venta el disco Julio Preciado 25 Años.

## Logros
- Tres sencillos exitosos se desprendieron de "Tú ya lo conoces" "Se me canso el corazón" "El Final de Nuestra Historia".
- "Dos hojas sin rumbo", el primer sencillo en promoción, permaneció durante varias semanas en primer lugar dentro de las listas de popularidad tanto en el D.F. como a nivel Nacional.
- No conforme con esto, "Dos hojas sin rumbo" se colocó en el lugar 15 de las listas de Monterrey, ciudad en la que es muy difícil se toque y penetre la música de banda.
- Desde julio de 1998, fecha en que firmó el contrato con BMG, empezó a recibir ofertas para contrataciones y desde el mes de agosto comenzó a recorrer los principales escenarios de la República Mexicana, actuando en lugares tan importantes como el Río Nilo de Guadalajara -en dos ocasiones- El Rodeo Americano y en Rodeo Santa Fe en la Ciudad de México, logrando llenos impresionantes.
- También realizó una importante gira de actuaciones por varias ciudades de los Estados Unidos como: San Diego, Atlanta, Pico Rivera y San José en California, en donde el público lo recibió de manera excelente.
- También en Estados Unidos apareció por varias semanas dentro de las listas de popularidad, llegando al lugar 16 de la prestigiada revista Billboard con el tema "Dos hojas sin rumbo".
- Otro de los importantes logros ha sido las altas ventas alcanzadas con su primer álbum. A las dos semanas del lanzamiento recibió su primer Disco de Oro, por más de 100 mil copias vendidas, más adelante se hizo acreedor a Doble Disco de Oro, al superar las 200 mil unidades pero ya ha sobrepasado los 250 mil discos vendidos, otorgándosele Disco de Platino. Cabe citar que en Estados Unidos recibió también Disco de Platino por vender más de 150 mil copias.
- Así pues "Tú ya lo conoces", primera producción discográfica de Julio Preciado y su Banda Perla del Pacífico, ha vendido entre México y Estados Unidos, más de 400,000 copias. Julio Preciado y su Banda Perla del Pacífico nos sorprendieron en el ´99 con su segundo álbum, una producción variada que continuó con la línea innovadora, abarcando una amplia gama de géneros musicales que fueron desde la tradicional canción acompasada de banda hasta el corrido, pasando por la balada, el merengue, la cumbia, la salsa y lo norteño, en donde nuevamente se dejó escuchar el acordeón. Definitivamente esta producción, titulada "Que puedo hacer por ti" fue un disco completo a ritmo de banda, en la que a decir del propio Julio, escuchamos a un cantante más maduro, suelto y confiado al saber lo que quiere. "Esta fue una producción importante para mí, demostrar que las cosas no son producto de la casualidad, pues hemos planeado todo muy bien y sé que voy por el camino correcto. Quiero mostrar que tengo la capacidad para sobresalir en este medio. Llegar a ser Julio Preciado, situarme donde quiera y como dicen: ser el arquitecto de mi propio destino; ser simplemente Julio Preciado", apuntó el intérprete de Mazatlán.[1]

## Discografía
Banda El Recodo
- 1992: 13 rancheras y cumbias
- 1992: El bato machín
- 1992: La pelea del siglo
- 1993: En vivo desde el Teatro de la Ciudad de México
- 1993: 16 rancheras y cumbias
- 1994: Pegando con tubo
- 1994: Picosito y ranchero
- 1995: De México y para el mundo
- 1995: Pa' puros compas: por una mujer casada y otras rancheras
- 1995: En vivo desde París Francia
- 1996: Desde el cielo y para siempre
- 1996: Tributo a Juan Gabriel
- 1997: De Parranda con la banda
- 1997: Histórico: Banda el Recodo En Vivo

Solista
- 1998: Tu ya lo conoces
- 1999: Que puedo hacer por ti
- 2000: Homenaje a Ramón Ayala
- 2000: Como este loco
- 2001: Entre amigos (con Mariachi)
- 2002: Arriba mi sinaloa
- 2003: Que me siga la tambora
- 2004: Cadetazos
- 2005: Quisiera tener alas
- 2006: Mi tributo a Juan Gabriel
- 2009: Llévame contigo
- 2010: No quiere perderte
- 2012: 25
- 2014: Ni para bien ni para mal
- 2015: Más original que nunca (con La Original Banda El Limón)